# Крингуріле (комуна)
Крингуріле (рум. Crângurile) — комуна у повіті Димбовіца в Румунії. До складу комуни входять такі села (дані про населення за 2002 рік):
- Бедулешть (567 осіб) — адміністративний центр комуни
- Воя (522 особи)
- Крингуріле-де-Жос (386 осіб)
- Крингуріле-де-Сус (488 осіб)
- Петроая-Вале (853 особи)
- Петроая-Дял (269 осіб)
- Потлоджень-Вале (205 осіб)
- Рецешть (161 особа)

Комуна розташована на відстані 74 км на північний захід від Бухареста, 23 км на південний захід від Тирговіште, 125 км на північний схід від Крайови, 102 км на південь від Брашова.

## Населення
За даними перепису населення 2002 року у комуні проживала 3451 особа.
Національний склад населення комуни:
| Національність | Кількість осіб | Відсоток |
| -------------- | -------------- | -------- |
| румуни         | 3159           | 91,5%    |
| цигани         | 288            | 8,3%     |
| угорці         | 2              | 0,1%     |
| турки          | 1              | < 0,1%   |

Рідною мовою назвали:
| Мова      | Кількість осіб | Відсоток |
| --------- | -------------- | -------- |
| румунська | 3447           | 99,9%    |
| угорська  | 2              | 0,1%     |
| турецька  | 1              | < 0,1%   |

Склад населення комуни за віросповіданням:
| Релігія        | Кількість осіб | Відсоток |
| -------------- | -------------- | -------- |
| православні    | 3421           | 99,1%    |
| бретрени       | 11             | 0,3%     |
| п'ятдесятники  | 9              | 0,3%     |
| римо-католики  | 2              | 0,1%     |
| греко-католики | 2              | 0,1%     |
| адвентисти     | 2              | 0,1%     |
| мусульмани     | 1              | < 0,1%   |
| лютерани       | 1              | < 0,1%   |